# Testvér
Testvére valakinek az a személy, saját magán kívül, akivel apja vagy anyja (vagy mindkettő) közös, adoptálás vagy természetes út során.
„Testvérnek lenni nem azt jelenti, hogy külsőleg hasonlíttok egymásra. A testvéri kapcsolat nem külső hasonlatosságban rejlik.”
„Volt egyszer két testvér. Ezek annyira összevesztek egymással, hogy látni sem akarták egymást. Egyikük, aki az anyjánál lakott, mindig a barátaival szórakozott, a testvérét látni se akarta, s még azt sem engedte, hogy a nevét kiejtsék előtte. Az anyja gyakran korholta, és mondogatta neki: - Hej, fiam, bármilyen kedvesek is a barátaid, s bármennyire gyűlölöd is a testvéredet, tudd meg, hogy a barátaid nem rendes emberek, a testvéred pedig mégiscsak testvér. Testvér testvért nem táplál igaz, de nehéz annak, akinek nincs. Ha bajban vagy, a barátaid nem segítenek, de a testvér, ha haragban vagytok, és gyűlölitek egymást, az akkor is segít”

## Édestestvér
Valaki vérbeli édestestvére az a személy, saját magán kívül, akivel közös édesapja és édesanyja van. Minden rokonuk közös.
```
                Édesapa-Édesanya
                       |
         ______________|_______________
        /                              \
       ÉN                           Testvér
```

### Ikrek
Ikrek azok a testvérek, akik egy terhességből születnek.

#### Kétpetéjű ikrek
Ha egyszerre két petesejt termékenyül meg, akkor kétpetéjű (heterozigóta) ikerpár lesznek, különböző genetikai állománnyal, tehát egyszerű egyidőben született testvérek, csak annyira hasonlítanak egymásra mint a testvérek. Mivel nincs annyi féle külső, ahányan vagyunk, ezért vadidegeneknél is előfordul hogy külsőleg teljesen egyformák. Ez testvéreknél is előfordulhat, még nagyobb valószínűséggel mint idegenek között, hiszen a genetikai kódjuk hasonlóbb. Például az Olsen ikrek azonos kinézetű heterozigótájú ikrek.

#### Egypetéjű ikrek
Ha csak egy petesejt termékenyül meg, és az a fejlődés korai szakaszában kettéválik, egypetéjű ikerpárról beszélünk. Ha a genetikai állományuk lemásolásakor nem történt hiba, akkor a genetikai állományuk ugyanaz, tehát ugyanúgy fognak kinézni ha külső tényező ezt nem változtatja meg (méhen belüli fejlődési rendellenesség, későbbi betegség, vagy például az egyik testépítő a másik meg elhízik). Ha történt hiba, és az a külső megjelenést is befolyásolja, akkor másképp nézhetnek ki. Ritkán a 23. (tehát a nemi) kromoszómából csak az egyik másolódik le, így előfordulhat hogy az egyikben megvan mindkettő, és az XY, tehát férfi, a másikban csak az egyik van meg: X, tehát nő (ha csak az Y lenne meg akkor nem fejlődik ki belőle ember).

## Féltestvér
Féltestvér az a személy, akivel az apa vagy az anya közös (de mindkettő nem). Azt a szülőt, aki nem édesszülő, nem fél-, hanem mostohaszülőnek nevezzük. 
```
(Édesapa/Édesanya)-Édesanya/Édesapa-Mostohaszülő-(Mostohaszülő)
                  |                |            
                  |                |            
                  ÉN           Féltestvér   
```

A magyar polgári törvénykönyv alkalmazásában a féltestvér is testvérnek minősül! 

## Mostohatestvér
Mostohatestvérnek azt a személyt nevezzük a családban, akivel nincs közös felmenő.
```
           Édesapa/Édesanya  Mostohaszülő
                  |                |
                  |                |
                  |                |
                  |                |
                  |                |
                 ÉN          Mostohatestvér
```

## Az irodalomban
- Mesék - Testvérekről testvéreknek